# José Javier Rubio Gómez
José Javier Rubio Gómez (Torrent, Horta Sud, 16 de novembre de 1984) és un futbolista professional valencià, que ocupa la posició de migcampista.

## Trajectòria
Format al planter del València CF, el 2004 marxa al filial del Vila-real CF. Arribaria a debutar amb el primer equip groguet a la màxima categoria, tot jugant un partit de la campanya 05/06.
Sense continuïtat al Vila-real, els següents sis anys Rubio competí a Segona Divisió B; a l'estiu del 2006 marxa al Racing Portuense, on roman un any abans de retornar al País Valencià, a les files de l'Ontinyent CF. La temporada 08/09 va ser cedit al filial del Reial Múrcia CF, i posteriorment jugà al Deportivo Alavés, Huracà València CF i CE Alcoià.